# Josef Erasmus Graeff
Josef Erasmus Graeff (* 19. Februar 1803 in Zell (Mosel); † 3. Juli 1877 in Trier) war ein deutscher Jurist,  Landgerichtsrat und Mitglied der Nationalversammlung 1848/49.

## Leben
Josef Erasmus war ein Sohn der Eheleute Anton Joseph Christoph (1772–1855) und Maria Margarete Graeff geb. Ebertz (1773–1820) die im Jahre 1799 geheiratet hatten. Im Zeitraum von 1810 bis 1819 besuchte Graeff die Volksschule in Zell. Parallel dazu wurde er von 1816 bis 1818 privat durch den Geistlichen Melchior in den Fächern Latein und Französisch unterrichtet. Anschließend wechselte er von 1819 bis 1824 an das Friedrich-Wilhelm-Gymnasium in Trier, dem zu dieser Zeit der als der Aufklärung nahestehende Johann Hugo Wyttenbach als Schuldirektor vorstand. Von dort ging Graeff zu Ostern 1825 nach Bonn, wo er am 6. August des gleichen Jahres vor einer wissenschaftlichen Kommission seine Reifeprüfung an der Rheinischen Friedrich-Wilhelms-Universität ablegte. Nach seiner Immatrikulation studierte er in Bonn bis 1828 6 Semester Rechtswissenschaften und hörte sich unterdessen auch die Abendvorlesungen des Professors August Wilhelm Schlegel an. Nach Ende des Studiums meldete sich Graeff zum ersten juristischen Examen an, durchlief 15 Monate als Auskultator, bei der er Relationen anzufertigen hatte, und arbeitete dann zum Zwecke seiner weiteren Ausbildung in Kammern, einem Schöffengericht, bei der Staatsanwaltschaft und einem Advokaten.
Dem folgte vom September 1829 bis März 1832 ein Referendariat am Oberlandesgericht in Münster, dann eine Versetzung als Assessor an das Trierer Landgericht und von 1835 bis 1836 arbeitete er als Staatsprokurator in Prüm. Am 19. Juni 1836 erhielt er seine Ernennung zum Landgerichtsrat in Trier, wo er bis zu seinem Tod im Jahre 1877 als Richter tätig war.

## Revolutionsjahre 1848/49
Graeff, dem ein Neffe einen lauteren Charakter, Bescheidenheit und mitunter auch Gelehrsamkeit sowie eine gewisse Weltfremdheit attestierte, galt als großer Anhänger der Französischen Revolution. Seine Hoffnung Frankreichs Ideen und seine freiheitliche Entwicklung auch in einem geeinigten Deutschland verwirklicht zu sehen brachten ihm den Namen Rebell ein. Nachdem sich die Neuigkeiten über die Februarrevolution von 1848 in Paris im März 1848 bis in das Rheinland verbreitet hatten, waren Graeff, seine Ehefrau und seine Tochter Emilie, sowie der bei ihm wohnende Bruder Gottfried so von den Gedanken der Revolution begeistert, dass sie sich gemeinsam der Trierer Volksbewegung anschlossen. Als Graeff am 13. März 1848 zum ersten Mal öffentlich eine politische Rede im Bierhaus Götschel in Trier hielt, bemerkte der hiesige Polizeichef:

„...daß der Gerichtsrat Graeff, ein gelehrter Mann von außerordentlicher Besonnenheit, in eine ebenso heikle, wie verabscheuungswürdige Angelegenheit verstrickt sei und es nicht verschmäht habe, vor verdorbenem Publikum in jener Taverne eine Rede zu halten.“

Als in Trier im Mai 1848 der Demokratische Verein gegründet worden war und die Anzahl der Mitglieder rasch auf 1400 anstieg, wählte man Graeff erst zum Schriftführer und dann in den erweiterten Vorstand. Am 21. Juni 1848 reiste er als gewählter Stellvertreter des Landkreises Trier-Land nach Berlin in die Preußische Nationalversammlung, um dort das seit Wochen verwaiste Mandat des zu dieser Zeit inhaftierten Abgeordneten Viktor Valdenaire wahrzunehmen. In Berlin übernahm er dessen Platz auf der äußersten Linken des Parlaments in der Fraktion Waldeck, die sich abends noch zu Besprechung und Beratung im Hotel Mielentz in der Taubenstraße traf. Vor der Preußischen Nationalversammlung, die zu dieser Zeit noch in der Sing-Akademie zu Berlin tagte, sprach Graeff am 18. Juli 1848 und verteidigte Valdenaire mit energischen Worten, dass dieser nichts Ungesetzliches getan habe. Gemeinsam traten er und Karl Leopold Wencelius, der ebenfalls Mitglied in der Preußischen Nationalversammlung für den Wahlkreis Trier-Stadt war, für die Einberufung Valdenaires ein, die dann auch nach dessen Entlassung am 23. Juli 1848 erfolgte. Valdenaire wurde erst zum Roscheider Hof gebracht, dann reiste er nach Berlin, stellte sich dort noch kurz dem Parlament vor und übergab dann schließlich am 8./9. August 1848 sein Mandat an Graeff.
Auf der 68. Sitzung der Nationalversammlung am 6. Oktober 1848 setzte sich Graeff „kenntnisreich und überzeugend“, wie der Abgeordnete Pastor Hansen aus Ottweiler es bemerkte, für die Abschaffung des Jagdrechts auf fremdem Grund und Boden ohne Entschädigung ein.

„Meine Herren! In der Unterstellung, daß das Jagdrecht auf fremden Eigenthum aufgehoben werde und daher sich mit dem Eigenthum des bisher belasteten Grundgesetzes konsolidiere, gehen wir zu der ferneren Frage über, ob dem Prinzip nach dem Eigenthümer die Jagd auf seiner noch so kleinen Parzelle auszuüben gestattet sei, oder ob nicht vielmehr in dieser Beziehung eine nothwendige Gemeinschaft der Grundbesitzer einer Gemeinde angenommen werden müsse.“

Das Referat entsprach neben den freiheitlichen Grundsätzen ebenso einer langjährigen Erfahrung in der Rheinprovinz und wurde schließlich als Gesetz angenommen.

## Staatsstreich 1848
Nachdem König Friedrich Wilhelm IV. am 10. November 1848 mit Unterstützung von Friedrich Wilhelm von Brandenburg und den unter der Leitung des preußischen Generalfeldmarschalls Friedrich von Wrangel stehenden Truppen gegen das revolutionäre Berlin aufmarschiert und einen Staatsstreich durchgesetzt hatten, rief das Restparlament am 15. November 1848, das zuletzt noch im Schützenhaus und im Hotel Mielentz getagt hatte, zur Steuerverweigerung – die Gemeindesteuern ausnehmend – auf. Als Friedrich Wilhelm IV. am 5. Dezember 1848 ohne Zustimmung des Parlaments die sogenannte „oktroyierte Verfassung“ dekretiert hatte, schrieb Graeff dem Mitparlamentarier Carl Christian Otto in das Album des Parlaments: "Die Maske ist gefallen, daß jeder nunmehr die Perfedie, an der die Linke niemals zweifelte, sehen und greifen kann; in der Konstitution vom 6. hat der Absolutismus scheinbar die konstitutionelle Zwangsjacke abgelegt. Ich denke wir halten als Freunde fest."

## Wahlkampf zur I. und II. preußischen Kammer Januar 1849
Nach seiner Rückkehr nach Trier hielt Graeff eine Rede vor seinen Wahlmännern, um ihnen über seine Erfahrung in Berlin zu berichten. Sein Vortrag fand so viel Beachtung, dass die Demokratische Partei und kurz darauf auch der Mosel-Eifel-Wahlkreis sie als Flugschrift für den anstehenden Wahlkampf zu den Wahlen für die I. und II. preußische Kammer (Herren- und Abgeordnetenhaus) im Januar 1849 verteilen ließen. Graeffs Forderungen sahen eine freie unabhängige Kommunalverfassung, eine eigenständige Kirche und Schulen unter staatlicher Aufsicht, eine umfängliche Überarbeitung des Steuerrechts, eine Reduzierung der Beamtengehälter sowie eine Verkleinerung des stehenden Herres vor. Auch forderte er ein Gesetz, das er selbst entworfen hatte, um Kredite mit niedrigen Zinsen an unbemittelte Bürger die Geld benötigten, ausgeben zu können. Nach der einseitig oktroyierten Verfassung vom 5. Dezember 1848 vermisste Graeff den demokratischen Grundsatz, indem er bemerkte: „Alle Gewalt geht vom Volk aus“, wobei er den Scheinkonstitutionalismus, basierend auf Adel, Beamtentum und Militär, als schlimmer erachtete als den Absolutismus selbst, die wahre Demokratie sei durch die Losung „Freiheit, Gleichheit und Brüderlichkeit“ gegeben. Wohlwissend, dass die Zeit für eine Republik noch zu früh war, setzte er sich für eine demokratisch-monarchische Verfassung, d. h. eine parlamentarische Monarchie ein.
Bei den Urwahlen am 22. Januar 1849 wurde Graeff von den Demokraten zum Wahlmann gewählt, dem am 1. Februar 1849 gemeinsam mit Peter Alff (1806–1857) und Carl Philipp Cetto die Wahl zum Abgeordneten der I. Kammer folgte. Bereits in der 5. Sitzung der preußischen I. Kammer erhob Graeff seine Stimme, bei der er es nicht unterließ den König beim Namen zu nennen und Einspruch gegen die althergebrachten ehrfurchtsvollen Floskeln einlegte. Weiterhin forderte er Unterstützung auf staatliche Fürsorge bei auswanderungswilligen Mitbürgern sowie die Einstellung katholischer Militärpfarrer in die Armee, auch versäumte er es nicht, nochmals auf seine Zustimmung zur Steuerverweigerung hinzuweisen und diese mit den Worten, das diese „mir bis heute nicht leid geworden“ sei, zu verteidigen. Nachdem sich die Debatte um die Kaiserfrage immer mehr erhitzt und die II. Kammer die Frankfurter Reichsverfassung vom 28. März 1849 am 21. April 1849 anerkannt hatte, löste Friedrich Wilhelm IV. am 28. April 1849 die II. Kammer auf, wobei die preußischen Mitglieder der Nationalversammlung ihre Mandate verloren. Damit war auch Graeffs politische Karriere zum Ende gekommen, und er ging zurück nach Trier, um wieder als Richter tätig zu werden. Die Dienstherren Graeff´s waren nicht allzu glücklich über dessen politische Ambitionen, jedoch gelang es ihnen nicht, dem klugen und weisen Richter nichtkonforme Gesetzeshandlungen nachzuweisen, von allen weiteren Beförderungen ab diesem Zeitpunkt schloss man in dennoch aus.

## Familie
Graeff hatte eine Schwester Gertrude (1805–1890) und zwei Brüder, Johann Baptist (1808–1884) Tabakwarenfabrikant sowie Gottfried (1820–1900) der später Justizrat wurde. Die Mutter Maria Graeff verstarb wenige Monate nach der Geburt von Gottfried. Josef Erasmus Graeff heiratete am 14. Mai 1832 in Coigny die aus Metz stammende Marie Pauline Mathieu (1801–1887), die eine Tochter des Gerbers Jean Mathieu und dessen Ehefrau Margerite geb. Speiser war. Beide hatten 3 leibliche Kinder, Marie Emilie (1833–1899), Leo Heinrich (1836–1989), Maria Lucilia (1840–1901) und den Adoptivsohn Georg Michael (1853–1906). Nach dem Tod des Gerichtspräsidenten Runten hatte Graeff im Jahre 1840 dessen früheres Wohnhaus, die sogenannte Vogtsburg, die ein Teil des vormahligen Simeonstifts in der Nähe der Porta Nigra war, erworben. Emilie, die erste Tochter ging als Erzieherin nach Sankt Petersburg und heiratete dort den Eisenbahn-Ingenieur Wilhelm Müller, der 1848 Abiturient an der höheren Bürgerschule in Trier gewesen war. Der erste Sohn Leo Gräff studierte in Bonn das Bergfach und schloss sich im Jahre 1858 dem Corps Saxonia Bonn an. Zunächst war er ab 1860 als Bergreferendar in Dudweiler-Jägersfreude beschäftigt, dann wurde er am 18. Juli 1866 zum Bergassessor ernannt und im Jahre 1875 holte ihn der irische Unternehmer William Thomas Mulvany als Generaldirektor zur Hibernia AG nach Herne.
Die zweite Tochter Lucilia heiratete am 16. September 1862 den Fabrikanten Michael Ernst Cetto (1835–1917), der ein Sohn des liberalen Trierer Politikers Carl Philipp Cetto und Mitabgeordneter ihres Vaters in der I. Kammer in Berlin war. Das Adoptivkind Georg Michael, der ein nichtehelicher Sohn eines russischen Fürsten und einer Hofdame war, kam durch Vermittlung der Tochter Emilie zur Familie Graeff. Der russische Adelige wollte später seinen Sohn wieder zurück in die Heimat holen, Georg Michael jedoch – inzwischen bürgerlicher Graeff geworden – wollte lieber in Deutschland bleiben, studierte Bergfach, wurde später hoher preußischer Beamter und war zuletzt noch Berghauptmann in Breslau.

## Publikationen
- Reiseführer (franz.) der Eheleute Mr. et Mme Graeff: Itinéraire historique et pittoresque du cours entier de la Moselle et de ses environs, Trier, Fr. Lintz 1841.
- Josef Erasmus Graeff (Autor): Chronologische Sammlung der rheinpreußischen Rechtsquellen mit Ausschluß der fünf Gesetzbücher. Nebst einer Uebersicht der Territorial-Veränderungen und einem ausführlichen Sachregister. Zum Handgebrauche, Trier 1846, Druck und Verlag der Fr. Linß`schen Buchhandlung, 1168 Seiten[4]